# Nathaniel B. Baker

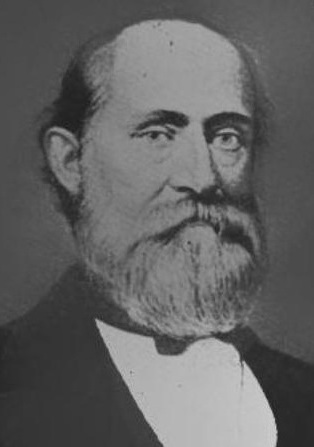
Nathaniel B. Baker

Nathaniel Bradley Baker (* 29. September 1818 in Henniker, Merrimack County, New Hampshire; † 11. September 1876 in Des Moines, Iowa) war ein US-amerikanischer Politiker und von 1854 bis 1855 Gouverneur des Bundesstaates New Hampshire.

## Frühe Jahre und politischer Aufstieg
Nathaniel Baker besuchte zunächst die Phillips Exeter Academy und dann bis 1839 die Harvard University. Nach einem anschließenden Jurastudium und seiner Zulassung als Rechtsanwalt eröffnete er im Jahr 1842 eine Kanzlei in Concord. Gleichzeitig wurde er journalistisch tätig. Er erwarb die Zeitung „New Hampshire Patriot“, die er selbst herausgab.
1845 wurde Baker Schriftführer an einem Berufungsgericht, ein Jahr später übte er das gleiche Amt am Obergericht im Merrimack County aus. Baker wurde Mitglied der Demokratischen Partei. Im Jahr 1850 wurde er in das Repräsentantenhaus von New Hampshire gewählt. 1851 wurde er Abteilungsleiter der Feuerwehr von Concord. Im Jahr darauf war er einer der Wahlmänner seines Landsmannes Franklin Pierce, als dieser zum US-Präsidenten gewählt wurde. Schließlich wurde er 1854 zum neuen Gouverneur seines Staates gewählt.

## Gouverneur von New Hampshire
Baker trat sein neues Amt am 8. Juni 1854 an. In seiner nur einjährigen Amtszeit wurden in dem Staat einige neue Banken gegründet. Überschattet wurde seine Amtszeit von den bundespolitischen Ereignissen dieser Zeit, die von dem Gegensatz zwischen den Nord- und den Südstaaten geprägt war. Die Meinungen zu diesem Thema waren in New Hampshire gespalten. Vorlagen, die sowohl den Missouri-Kompromiss als auch den Kansas-Nebraska Act verurteilen sollten, fanden keine politische Mehrheit in der Legislative des Staates. Ein Gesetz, das Frauen zur Erstellung eines eigenen Testaments berechtigte, wurde aber ratifiziert. Damals entstanden auch einige neue Industriebetriebe in dem Staat. Im Jahr 1855 bewarb sich Baker erfolglos um seine Wiederwahl. Daher musste er am 7. Juni 1855 sein Amt aufgeben.

## Weiterer Lebenslauf
Nach dem Ende seiner Amtszeit zog Baker nach Iowa. Dort wurde er sowohl als Rechtsanwalt als auch Politiker aktiv. Im Jahr 1859 wurde er in das Repräsentantenhaus von Iowa gewählt. Zwischen 1861 und seinem Tod im Jahr 1876 war er Adjutant General von Iowa, was in etwa einem geschäftsführenden Beamten oder Staatssekretär entspricht. Nathaniel Baker war mit Lucretia M. Tenbroeck verheiratet, mit der er vier Kinder hatte.